# Giuseppe Vannicola

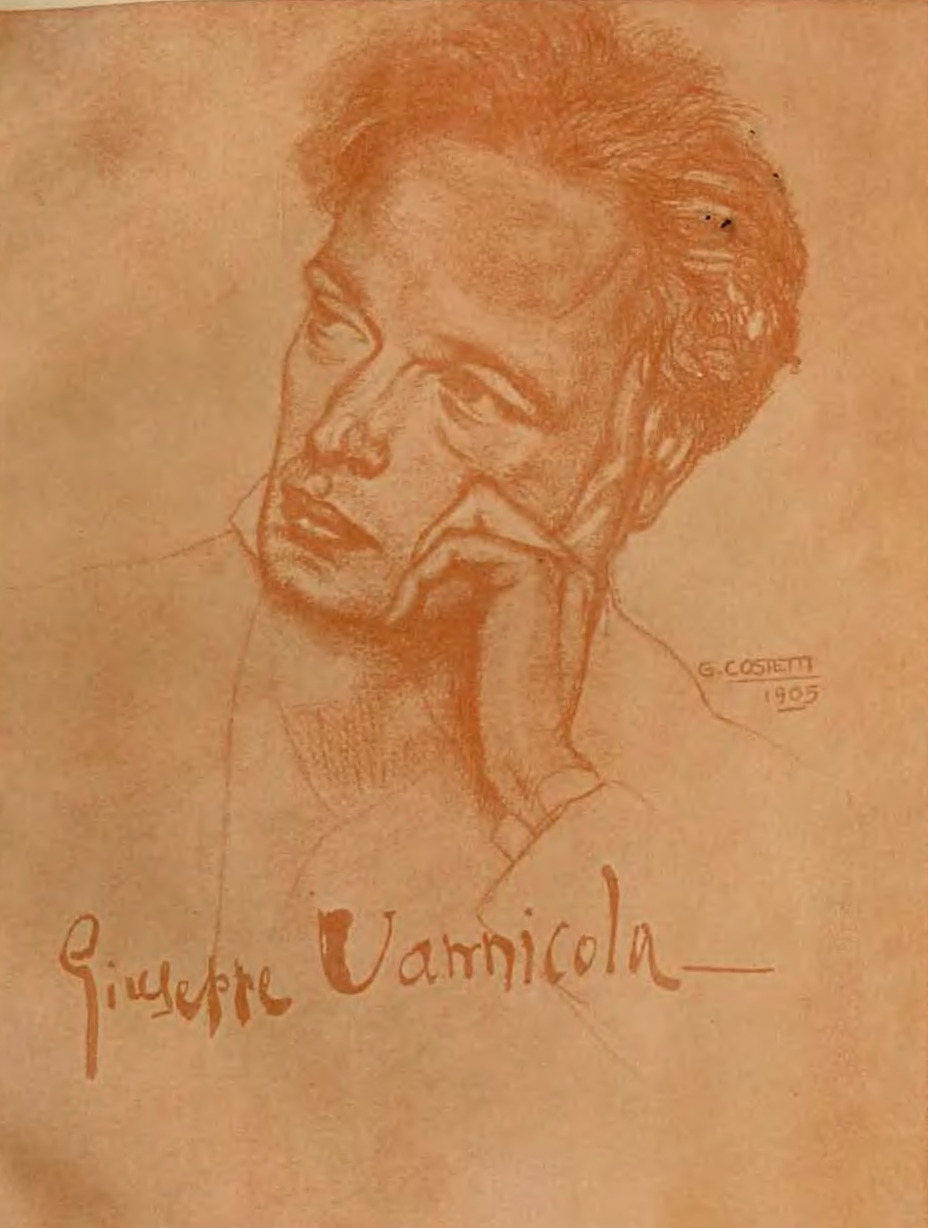
Ritratto di Giuseppe Vannicola, 1905

Giuseppe Vannicola (Montegiorgio, 18 novembre 1876 – Capri, 10 agosto 1915) è stato un violinista, traduttore, scrittore, poeta, giornalista ed editore italiano.

## Biografia
È stato primo violino dell'orchestra del Teatro alla Scala di Milano, dove ha suonato anche con Arturo Toscanini.
Sue sono le prime traduzioni italiane dei racconti di Oscar Wilde The Canterville Ghost e Lord Arthur Savile's Crime, edite nel 1914.  
Abbandonata la carriera di musicista, ha abbracciato per qualche tempo la vita religiosa come novizio nell'Abbazia di Montecassino.
Amico di Giovanni Papini, Giuseppe Prezzolini, Filippo Tommaso Marinetti, André Gide, ha collaborato con riviste prestigiose, quali Leonardo, La Voce, Lacerba, Corriere Italiano, Il Regno.
Nel 1913 fu accusato di plagio da Gustavo Botta in merito a vari scritti di morale d'arte apparsi su Lacerba e Vaglio: ne nacque una polemica che coinvolse anche Gide, Fausto Maria Martini, Arturo Onofri e Giovanni Amendola.

## Opere
- Trittico della Vergine, preceduto da una lettera di E. A. Butti, Roma, Enrico Voghera, 1901.
- De profundis clamavi ad te, Florence, Edition de La revue du nord, 1905.
- Distacco. Liturgia della terza persona, Roma, B. Lux, 1908.
- Oscar Wilde, Salomè: tragedia, Versione italiana curata da G. Vannicola, Roma, B. Lux, 1908.
- Elsa l'abbandonata (morale), Tolentino, Tip. F. Filelfo, 1909.
- Conte di Gobineau, Il Rinascimento: scene storiche, Traduzione di G. Vannicola, Roma, Casa editrice Frank & C., 1911.
- Il veleno, Firenze, L. Baldoni e C., 1911.
  - Il veleno, Nota introduttiva e cronologia di Marina Bernardini, con un articolo di Carlo Melloni, Fermo, Andrea Livi, 2015.
- Thomas De Quincey, L' assassinio come una delle belle arti, Traduzione di G. Vannicola, Firenze, L. Baldoni e C., 1912.
- E. Hello, L'uomo, pagine tradotte da Giuseppe Vannicola, Lanciano, Carabba, 1912.
- Oscar Wilde, Il fantasma di Canterville e Il delitto di Lord Savile, Prima versione italiana di G. Vannicola, con disegni di G. Mazzoni, Genova, Formiggini, 1914.
- Tetano metafisico: tutte le opere, Saggio introduttivo e curatela di Stefania Iannella, Torino, Nino Aragno, 2017.